# Orbányosfa
Orbányosfa is een plaats (község) en gemeente in het Hongaarse comitaat Zala. Orbányosfa telt 150 inwoners (2002).